# Želva pardálí
Želva pardálí (též želva leopardí, Stigmochelys pardalis) je druh želv z monotypického rodu Stigmochelys. Vyskytuje se v jižní a východní Africe, přičemž velikost dospělců se dosti liší podle lokace. V savanách východní Afriky dorůstá 35–45 cm a váží asi 13 kg, v Jižní Africe a Etiopii váží běžně 15–20 kg, ale jsou známí i jedinci delší než 70 cm a 40 kg.

## Chov v zoo
Želva pardálí patří mezi pět nejčastěji chovaných druhů želv v Česku[zdroj⁠?!] – k vidění je ve více než 100 evropských zoo. V rámci Česka je chována v těchto zoo (stav k roku 2018):
Zoo v Unii českých a slovenských zoologických zahrad:
- Zoo Brno
- Zoo Děčín
- Zoo Hodonín
- Zoo Hluboká
- Zoo Plzeň
- Zoo Praha
- Zoo Zlín

Další zoo:
- Zoo Dvorec
- Krokodýlí zoo Praha
- Zoopark Zájezd
- Biopark Gymnázia Teplice
- Terárium Modrá Archivováno 8. 1. 2023 na Wayback Machine.

### Chov v Zoo Praha
První želvy pardálí přišly do Zoo Praha v roce 2003. V roce 2005 se vylíhla první mláďata. Chovatelský úspěch byl v roce 2011 umocněn tím, že se poprvé v Evropě vylíhla druhá generace. Ke konci roku 2017 bylo chováno 13 jedinců. V průběhu roku 2018 bylo odchováno 6 mláďat. Na konci roku 2018 bylo v zoo 18 jedinců. V listopadu 2019 se vylíhlo další mládě.
Dospělí jedinci jsou umístěni v expozici u pavilonu Afrika zblízka v horní části zoo, mláďata sdílejí expozici s dalšími mláďaty jiných druhů želv v pavilonu velkých želv v dolní části areálu.